# Exocentrus nigroplagiatus
Exocentrus nigroplagiatus là một loài bọ cánh cứng trong họ Cerambycidae.